# 羽田空港第1ターミナル駅
羽田空港第1ターミナル駅（はねだくうこうだいいちターミナルえき）は、東京都大田区羽田空港三丁目にある、東京モノレール東京モノレール羽田空港線の駅である。駅番号はMO 10。

## 歴史
延伸計画当初は「新西ターミナル駅」の仮称が用いられていた。
- 1988年（昭和63年）10月25日 - 延伸工事起工[2]。
- 1993年（平成5年）9月27日 - 羽田空港駅として開業[1][2]。
- 2000年（平成12年） - 関東の駅百選に、京急の羽田空港駅（現・羽田空港第1・第2ターミナル駅）とまとめて認定される。
- 2002年（平成14年）
  - 4月21日 - ICカード「Suica」の利用が可能となる[3]。
  - 11月 - 羽田空港駅 - 羽田空港第2ビル駅間延伸工事起工[2]。
- 2004年（平成16年）12月1日 - 羽田空港第2ビル駅の開業に伴い、羽田空港第1ビル駅に改称[4]。
- 2020年（令和2年）3月14日 - 羽田空港旅客ターミナルビルの名称変更に伴い、羽田空港第1ターミナル駅に改称[5]。

## 駅構造
島式ホーム1面2線を有する地下駅。改札口は北口・南口の2か所で、いずれも東京国際空港（羽田空港）第1旅客ターミナルの地下1階に直結している。北口・南口とも、ホームと改札内コンコースを連絡するエスカレーター・エレベーターが設置されている。 

### のりば
| 番線 | 路線                     | 方向 | 行先                      |
| ---- | ------------------------ | ---- | ------------------------- |
| 1    | 東京モノレール羽田空港線 | 上り | モノレール浜松町方面      |
| 2    | 東京モノレール羽田空港線 | 下り | 羽田空港第2ターミナル方面 |

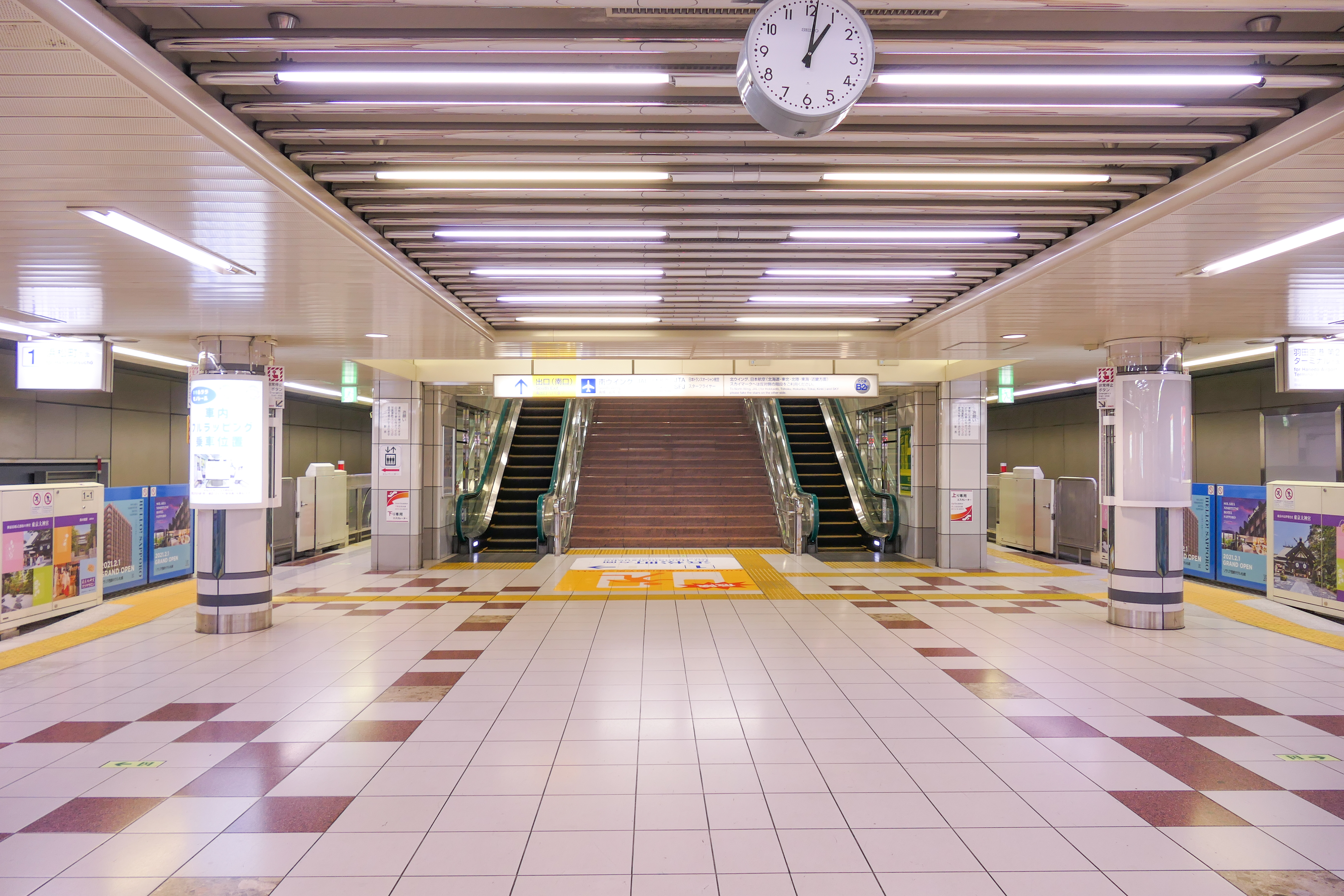
ホーム（2021年9月）

## 利用状況
2024年度の1日平均乗降人員は21,158人である。開業以来の1日平均乗降・乗車人員推移は下表の通りである。
| 年度               | 1日平均 乗降人員 | 1日平均 乗車人員 | 出典              |
| ------------------ | ---------------- | ---------------- | ----------------- |
| 1993年（平成05年） |                  | 50,387           | [ 東京都統計 1 ]  |
| 1994年（平成06年） |                  | 50,436           | [ 東京都統計 2 ]  |
| 1995年（平成07年） |                  | 50,361           | [ 東京都統計 3 ]  |
| 1996年（平成08年） |                  | 51,164           | [ 東京都統計 4 ]  |
| 1997年（平成09年） |                  | 52,074           | [ 東京都統計 5 ]  |
| 1998年（平成10年） |                  | 48,485           | [ 東京都統計 6 ]  |
| 1999年（平成11年） |                  | 38,298           | [ 東京都統計 7 ]  |
| 2000年（平成12年） |                  | 35,953           | [ 東京都統計 8 ]  |
| 2001年（平成13年） |                  | 34,244           | [ 東京都統計 9 ]  |
| 2002年（平成14年） |                  | 34,268           | [ 東京都統計 10 ] |
| 2003年（平成15年） |                  | 32,978           | [ 東京都統計 11 ] |
| 2004年（平成16年） |                  | 28,742           | [ 東京都統計 12 ] |
| 2005年（平成17年） | 33,957           | 16,778           | [ 東京都統計 13 ] |
| 2006年（平成18年） | 34,037           | 16,770           | [ 東京都統計 14 ] |
| 2007年（平成19年） | 35,060           | 17,197           | [ 東京都統計 15 ] |
| 2008年（平成20年） | 33,655           | 16,636           | [ 東京都統計 16 ] |
| 2009年（平成21年） | 31,347           | 15,589           | [ 東京都統計 17 ] |
| 2010年（平成22年） | 29,636           | 14,575           | [ 東京都統計 18 ] |
| 2011年（平成23年） | 27,006           | 13,139           | [ 東京都統計 19 ] |
| 2012年（平成24年） | 27,645           | 13,401           | [ 東京都統計 20 ] |
| 2013年（平成25年） | 28,032           | 13,830           | [ 東京都統計 21 ] |
| 2014年（平成26年） | 28,070           | 13,701           | [ 東京都統計 22 ] |
| 2015年（平成27年） | 26,627           | 12,757           | [ 東京都統計 23 ] |
| 2016年（平成28年） | 27,156           | 13,216           | [ 東京都統計 24 ] |
| 2017年（平成29年） | 28,339           | 13,847           | [ 東京都統計 25 ] |
| 2018年（平成30年） | 29,530           | 14,668           | [ 東京都統計 26 ] |
| 2019年（令和元年） | 27,549           |                  |                   |
| 2020年（令和02年） | 9,657            |                  |                   |
| 2021年（令和03年） | 11,364           |                  |                   |
| 2022年（令和04年） | 18,033           |                  |                   |
| 2023年（令和05年） | 21,182           |                  |                   |
| 2024年（令和06年） | 21,158           |                  |                   |

備考
1. ↑  1993年9月27日開業。

## 駅周辺
- 東京国際空港（羽田空港）
  - 第1旅客ターミナルビル
    - 羽田空港郵便局

  - 第1駐車場（P1）
  - 第2駐車場（P2）
  - 羽田空港貨物ターミナル
- 羽田空港第1・第2ターミナル駅（京急空港線）
- 新東京郵便局羽田分室
- 警視庁東京空港警察署
- 気象庁東京航空地方気象台
- 国道357号
- 空港中央出入口（首都高速湾岸線）
- 湾岸環八出入口（首都高速湾岸線）

## 運賃に関する特記事項
当駅と羽田空港第3ターミナル駅間の運賃は通常有料だが、羽田空港で国内線と国際線を乗り継ぐ乗客に限り、その間の運賃が無料となる。乗車する際には、第1ターミナル内に4か所設置されている到着階案内カウンターでパスポートと乗り継ぎ便の航空券を提示し、「乗継乗車票」を発行して貰い、それを駅の改札口にて提示する必要がある。
なお当駅から第3ターミナル駅までの所要時間は4分となっている。

## その他特記事項

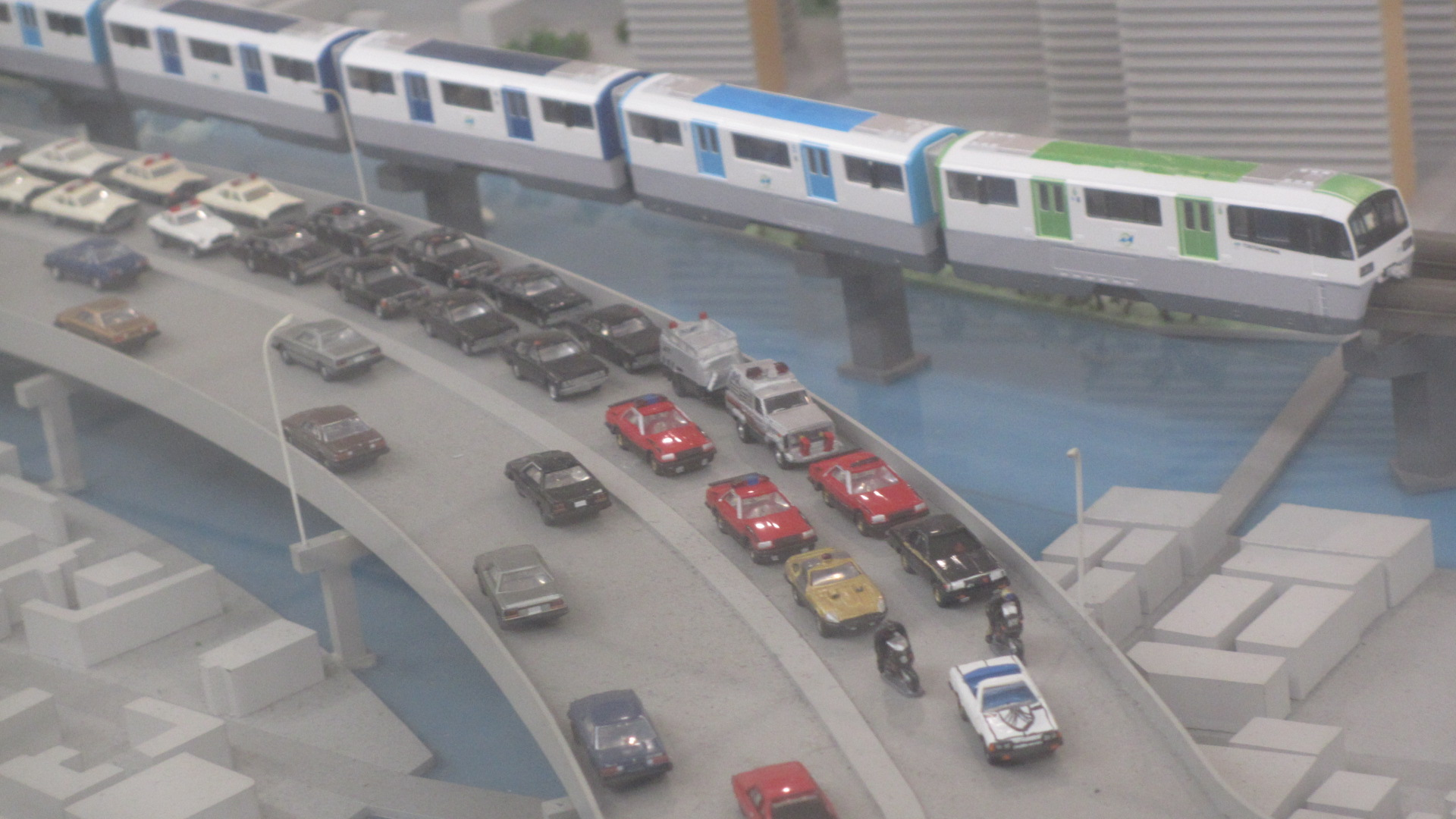
北口改札口に設置されている東京モノレールのジオラマ

- 東京モノレール羽田空港線において、駅名を2度改称した駅は当駅のみである。
- 北口改札口付近には、東京モノレールの路線風景をイメージした鉄道模型の1/150ジオラマが設置されていたが[9]、駅構内耐震補強工事に伴い2024年1月に撤去された[10]。
  - 1999年に完成。L字型で長さ約5メートル、奥行き最大約3メートル。3編成のモノレールと約100台の車、大井コンテナふ頭や羽田空港、大井競馬場など沿線風景を配置。
  - 当初は改札内と改札外にそれぞれ設置されたボタンを押すと電車やポイントが動く仕組みだった。
  - 1回目の新型コロナウイルス緊急事態宣言が解除された後の2020年7月末ごろにリニューアルが行われ、電車を2編成増強（2000形新塗装車や10000形など）、車100台中30台は刑事ドラマの劇用車をイメージしたものに入れ替えられた。
- 改札口とホームの電光掲示板は、浜松町行のみ表示される。

## 隣の駅
東京モノレール
 東京モノレール羽田空港線
■空港快速・■区間快速
羽田空港第3ターミナル駅 (MO 08) - 羽田空港第1ターミナル駅 (MO 10) - 羽田空港第2ターミナル駅 (MO 11)
■普通
新整備場駅 (MO 09) - 羽田空港第1ターミナル駅 (MO 10) - 羽田空港第2ターミナル駅 (MO 11)